# Erling Vangedal-Nielsen

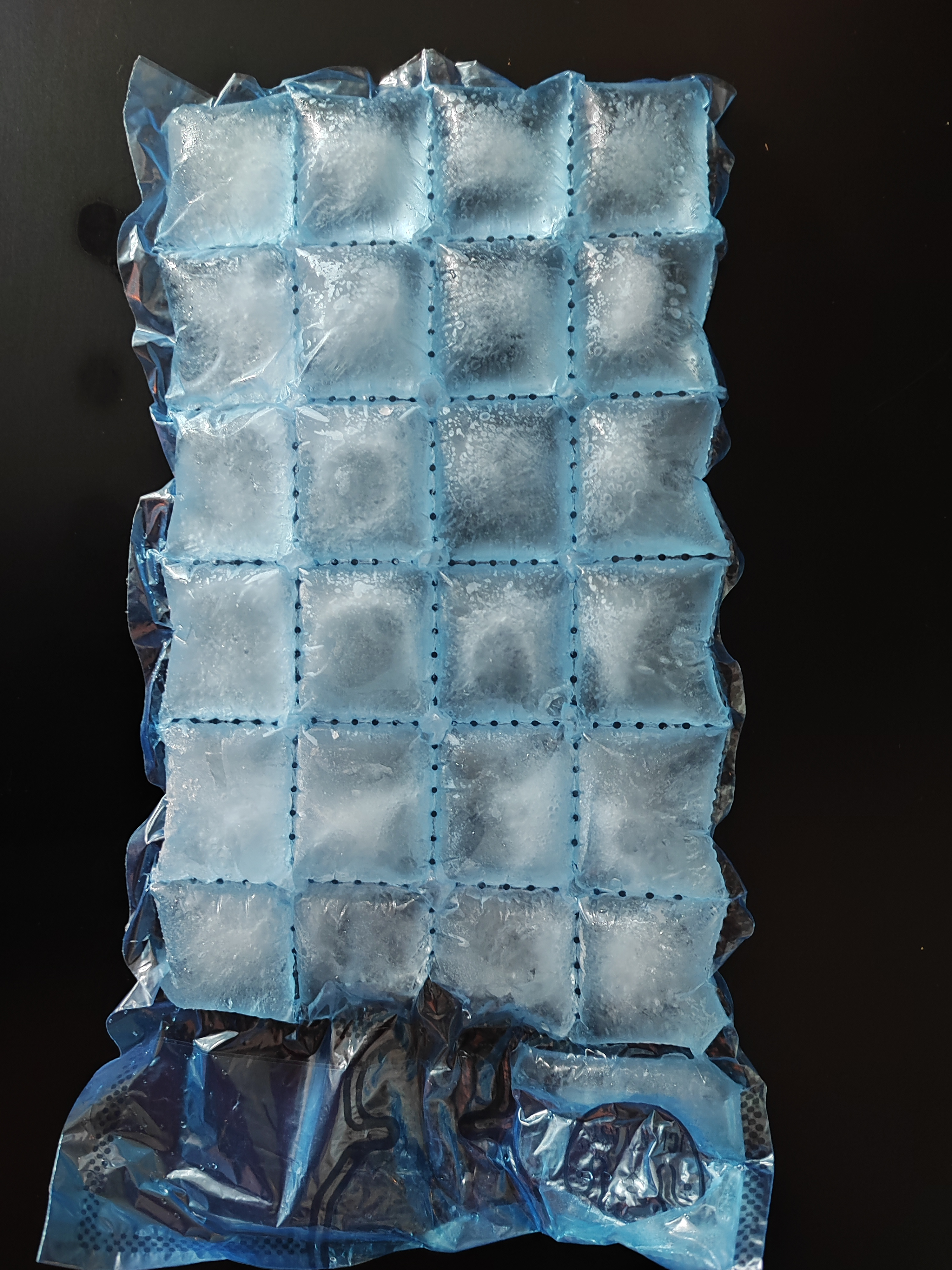
Erling Vangedal-Nielsen uppfann istärningspåsen.

Erling Vangedal-Nielsen, född 1942, är en dansk företagare och uppfinnare.
Vangedal-Nielsen inledde sitt yrkesliv som lärling på Jens Peter Dahl-Jensens porslinsfabrik. Han tog sig senare till Malmö där han har verksam som keramiker och lärare, till New York där han var försäljare för Georg Jensen, till Gustavsbergs porslinsfabrik utanför Stockholm och slutligen till Thulebasen på Grönland.
Efter återkomsten till Danmark 1968 köpte han in sig som delägare i Hans Andersens Dolkefabrik i Lyngby, som han senare döpte om till Vangedal Knivfabrik. Han sålde den 1980. År 1993 grundade han företaget Unigreen International.
Vangedal-Nielsens uppfinnarverksamhet har kretsat runt specialiserade påsar. Han uppfann bland annat en istärningspåse till hemmabruk, som han patenterade 1977. Påsarna såldes först av dagligvarukedjan Irma och blev snabbt en storsuccé bland konsumenterna. Rättigheterna till uppfinningen köptes 1989 av förpackningsföretaget Schur. Flera miljarder istärningspåsar har sålts över hela världen. 